# Finlandia en los Juegos Olímpicos de Cortina d'Ampezzo 1956
Finlandia estuvo representada en los Juegos Olímpicos de Cortina d'Ampezzo 1956 por un total de 31 deportistas que compitieron en 6 deportes.  
El portador de la bandera en la ceremonia de apertura fue el saltador en esquí Antti Hyvärinen.

## Medallistas
El equipo olímpico finlandés obtuvo las siguientes medallas:
| Nombre                                                        | Deporte               | Competición        |
| ------------------------------------------------------------- | --------------------- | ------------------ |
| Oro                                                           |                       |                    |
| Veikko Hakulinen                                              | Esquí de fondo        | 30 km M            |
| Mirja Hietamies Sirkka Polkunen Siiri Rantanen                | Esquí de fondo        | 3 × 5 km F         |
| Antti Hyvärinen                                               | Saltos en esquí       | Trampolín normal M |
| Plata                                                         |                       |                    |
| Veikko Hakulinen                                              | Esquí de fondo        | 50 km M            |
| Veikko Hakulinen August Kiuru Jorma Kortelainen Arvo Viitanen | Esquí de fondo        | 4 × 10 km M        |
| Aulis Kallakorpi                                              | Saltos en esquí       | Trampolín normal M |
| Bronce                                                        |                       |                    |
| Toivo Salonen                                                 | Patinaje de velocidad | 1500 m M           |